# Gamblea pseudoevodiifolia
Gamblea pseudoevodiifolia är en araliaväxtart som först beskrevs av Kuo Mei Feng, och fick sitt nu gällande namn av C.B.Shang, Lowry och David Frodin. Gamblea pseudoevodiifolia ingår i släktet Gamblea och familjen Araliaceae. Inga underarter finns listade.